# 張潛華
張潛華（1904年—？年），字黔化。吉林省永吉縣人。民國37年（1948年）在吉林省選區當選第一屆立法委員。

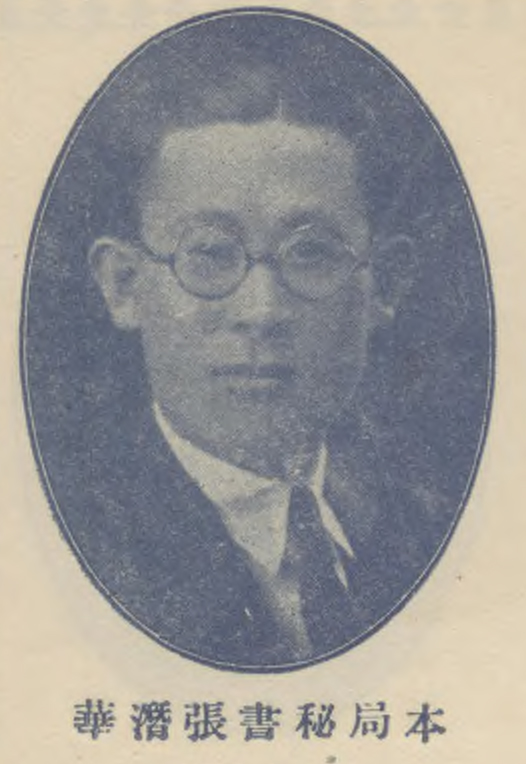

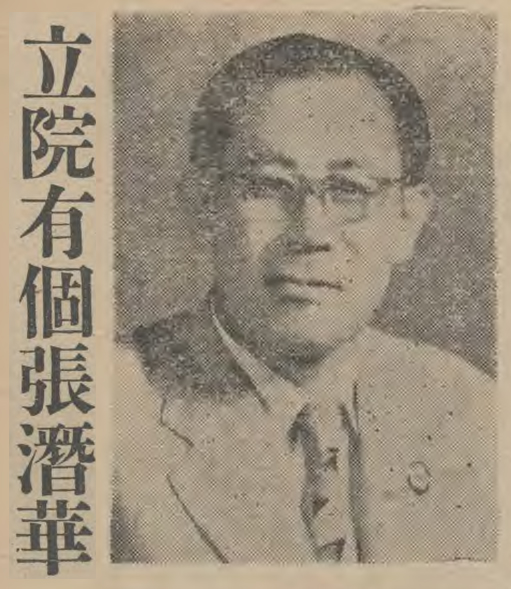

## 生平[1]
- 畢業於北平法政大學，歷任東北日報社總編輯，天津特別市秘書，西北剿匪總司令部戰地黨政工作指導委員會設計委員，中國國民黨中央黨務委員會秘書，國民政府軍事委員會政治部設計委員
- 吉林省選出的制憲國民大會代表
- 民國37年，當選立法委員，曾出席第一屆立法院第一會期外交委員會、經濟及資源委員會、財政及金融委員會
- 1949年4月1日，国民党和谈代表团离开南京飞往北平，立法院主和派立法委员都到机场送行，预祝和谈成功。懋辛、刘不同、陈建晨、金绍先、张潜华、肖觉天等在机场上发出《我们对于和谈的认识与态度》书面声明，指出：“历史是一面无情的镜子，由于国民党领导阶层远离了革命的本旨，所以便遭遇到它难以洗刷的创痛。”“我们既然受到这种惨痛的教训，就应当有勇气承认失败，重新领悟中山先生革命精神的感召，和中共诚挚地谋取和平！” 1949年8月13日，在香港的国民党高级人士发表《我们对于现阶段中国革命的认识与主张》的声明，严厉斥责蒋介石集团背叛孙中山先生的三民主义，投靠帝国主义、实行法西斯独裁的反动行为，表示拥护中国共产党所领导的反帝、反封建、反官僚资本主义的新民主主义革命，号召有爱国心的国民党员立即与蒋介石及其反动集团决裂，坚决地向人民靠拢，为建设新民主主义的新中国而共同努力。声明由黄绍竑、龙云、刘斐、李默庵领衔，签署的还有贺耀祖、罗翼群、刘建绪、李任仁、胡庶华、舒宗鎏、李觉、周一志、潘裕昆、覃异之、张潜华、谌小岑、李荐廷、朱惠清、黄统、金绍先、高宗禹、陈汝舟、李宗理、杨玉清、唐鸿烈、麦朝枢、林式增、黄翔、骆介子、毛健吾、祝平、骆美轮、李炯、朱敬、瞿绥如、罗大凡、郭汉鸣、徐天深、刘绍武、王慧民、郭威白、黄耀、彭觉之、杨德昭，计44名立法委员、高级将领、党国耆老。[2]10月28日被国民政府以“叛国投匪”罪免官夺勋通缉。1949年10月下旬离港回大陆。
- 民國40年，奉通緝在案，並經內政部彙案函准立法院查明於第四會期未報到出席，依法註銷名籍[3]